# William Richard Gowers
William Richard Gowers (Londres, 20 de Março de 1845 – Londres, 4 de Maio de 1915) foi um britânico neurologista, descrito por Macdonald Critchley em 1949 como "provavelmente o maior neurologista clínico de todos os tempos". Ele trabalhou no National Hospital for the Paralyzed and Epileptics, Queen Square, Londres (agora o National Hospital for Neurology and Neurosurgery) de 1870 a 1910, dirigiu uma consultoria de sua casa na Queen Anne Street, W1, e deu palestras em University College Hospital. Ele publicou extensivamente, mas provavelmente é mais lembrado por seus dois volumes Manual of Diseases of the Nervous System (1886, 1888), carinhosamente referido em Queen Square como a Bíblia da Neurologia.

## Educação e infância
William Richard Gowers, filho do fabricante de botas femininas de Hackney, William Gowers, nasceu acima da loja de seu pai em Mare Street, Hackney. Quando ele tinha 11 anos, seu pai e todos os três irmãos morreram, e sua mãe voltou a morar em Doncaster, deixando o menino com parentes de Venables em Oxford, onde ele estudou na Christ Church. Quando ele deixou a escola, ele tentou agricultura, trabalhando para um amigo da família em Yorkshire, mas não foi um sucesso.
Em uma visita a Coggeshall, Essex, onde morava sua avó paterna, sua tia o apresentou ao médico local e sugeriu que ele se tornasse um aprendiz de medicina. De má vontade, ele concordou e passou os três anos seguintes como aprendiz do Dr. Thomas Simpson. Os pais de Gowers vieram de origens congregacionalistas, assim como o Dr. Simpson. Gowers foi persuadido a tentar fazer a matrícula na Universidade de Londres, visto que era uma universidade criada para não - conformistas e outros excluídos pela Lei de Teste da maioria das outras universidades. Durante 1862-3, enquanto um aprendiz, ele manteve um diário taquigrafado, principalmente para praticar a taquigrafia de Pitman, uma habilidade que ele decidiu dominar antes de ir para a universidade. Dois ministros congregacionalistas em Coggeshall, primeiro o Rev. Brian Dale e depois o Rev. Alfred Philps forneceram orientação ao jovem, que estudou para sua matrícula usando os recursos do Instituto de Mecânica local. Ele foi aprovado no exame de admissão em 1863 na Divisão de Primeira Classe.

## Carreira e pesquisa

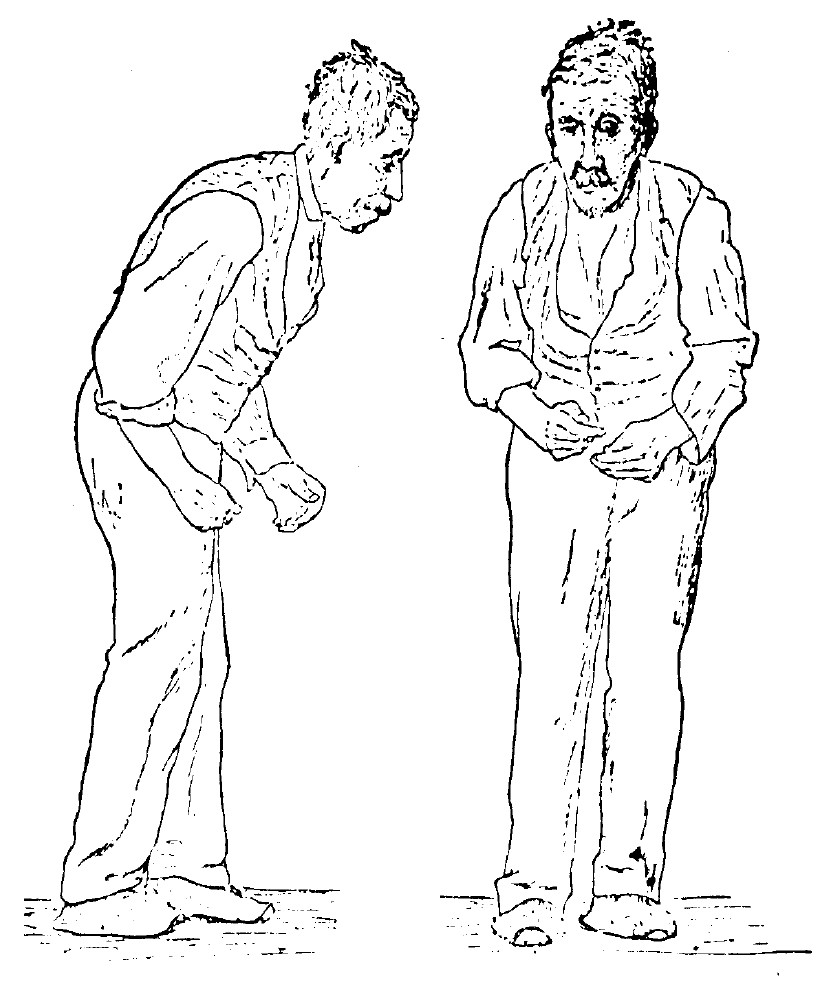
1886 Ilustração de Gowers como parte de sua documentação da doença de Parkinson em seu livro A Manual of Diseases of the Nervous System.

Philps levou Gowers a Londres para encontrar William Jenner, que acolheu o jovem sob sua proteção, encorajou-o e o contratou como seu secretário. Gowers alcançou um excelente recorde universitário, estudando com Jenner e John Russell Reynolds. Provavelmente foi Reynolds quem persuadiu Gowers a se candidatar ao cargo recém-criado de Registrador Médico no Hospital Nacional para Paralisados e Epilépticos, Queen Square, cargo que ocupou de 1870-1872. Ele foi então promovido a médico assistente no Queen Square, e passou o resto de sua carreira no hospital, aposentando-se em 1910.
Em 1875, ele se casou com Mary Baines, uma parente por casamento de Reynolds. Sua família era proprietária do Leeds Mercury, um importante jornal não-conformista que promulgava reformas liberais. Eles tiveram dois filhos, Sir William Frederick Gowers e Sir Ernest Arthur Gowers, que estudaram no Rugby e depois estudaram os Clássicos em Cambridge. No devido tempo, ambos ingressaram na recém-formada Classe Administrativa do funcionalismo público: William Frederick ingressou no Serviço Civil Colonial, encerrando sua carreira como Governador de Uganda. Ernest ingressou no Serviço Civil Doméstico. Ele teve uma carreira eminente, após a qual fez seu nome como autor de Plain Words, um livro originalmente escrito como um panfleto de treinamento do serviço civil e, finalmente, realizando a primeira revisão da Língua Inglesa Moderna de Fowler. Suas duas irmãs, Edith e Evelyn, desenvolveram retinite pigmentosa no início da vida adulta. Ernest foi avô do compositor Patrick Gowers e bisavô do matemático Sir Timothy Gowers.
Gowers produziu a maioria de suas principais obras, incluindo o Manual de Doenças do Sistema Nervoso em dois volumes, nos anos entre 1870 e 1890. O livro ainda é usado hoje por profissionais médicos como referência primária para essa doença. Um mestre em diagnóstico, seu ensino clínico na Queen Square lhe rendeu uma reputação internacional. Ele foi nomeado Professor de Medicina Clínica na University College London em 1887. Ele era um artista autodidata e gravador habilidoso, uma realização que desfrutava tanto como hobby quanto em seu trabalho. Uma de suas gravuras natalinas foi exibida na Royal Academy, para seu grande orgulho.
O excesso de trabalho fez com que sua saúde se deteriorasse rapidamente a partir da década de 1890. Ele e sua esposa sucumbiram à pneumonia em 1913, da qual Mary morreu. Gowers morreu dois anos depois, em 1915. Ele tinha 70 anos.
O Dr. William Gowers foi nomeado cavaleiro em 1897, após o que se tornou conhecido como Sir William Gowers.

### Métodos de pesquisa
Gowers foi um dos primeiros a converter-se à coleção estatística e baseou sua pesquisa em seus próprios registros de casos, em vez de fontes secundárias. Trabalhando em uma era anterior ao desenvolvimento de computadores ou dispositivos de gravação, ele usou sua taquigrafia como uma ferramenta para coletar registros abrangentes de seus casos. Mais tarde na vida, ele formou a Sociedade de Fonógrafos Médicos e o periódico abreviado The Phonographic Record of Clinical Teaching and Medical Science. Ele se tornou uma figura divertida para alguns de seus alunos por sua defesa da taquigrafia, mas isso claramente o serviu bem ao longo de sua vida, desde seus dias como estudante de medicina, na redação de suas principais publicações e na coleta de registros de casos.

### Contribuições para neurologia
The Lancet escreveu que “pode ser declarado sem medo de contradição que Gowers foi um observador extraordinário, preciso e meticuloso, com um horizonte amplo e um julgamento sólido que tornou suas deduções a partir de observações definitivas e confiáveis. Ele tinha um poder maravilhoso do que poderia ser chamado de dedução intensiva”. O British Medical Journal afirmou: 'Não pode haver dúvida de que em neuropatologia Gowers foi um professor notável, e que tanto nessa qualidade quanto como investigador original ele fez muito para ampliar seus limites e melhorar sua prática'.
Ele também era conhecido pela clareza de sua escrita, uma habilidade que aumentou consideravelmente o impacto de tudo o que escreveu. Ele também divulgou os grandes insights de Hughlings Jackson, explicando ao mundo médico os escritos densos e confusos do homem que ele se referia como seu 'mestre'. Gowers deu seu nome ao sinal de Gowers (um sinal de fraqueza muscular), o trato de Gowers (tractus spinocerebellaris anterior) no sistema nervoso, a síndrome de Gowers (síncope vasovagal situacional) e a Rodada de Gowers (o Hospital Nacional de Neurologia e Apresentação de casos semanais de neurocirurgia e sessão de ensino clínico).
Em 1892, Gowers foi um dos membros fundadores da Sociedade Nacional para o Emprego de Epilépticos (agora Sociedade de Epilepsia), junto com Sir David Ferrier e John Hughlings Jackson.

## Livros selecionados (primeiras edições)
- A Manual and Atlas of Medical Ophthalmoscopy, (Londres: J & A Churchill, 1879).
- Pseudo-Hypertrophic Muscular Paralysis, (Londres: J & A Churchill, 1879).
- The Diagnosis of Diseases of the Spinal Cord, (Londres: J & A Churchill, 1880).
- Epilepsy and other Chronic Convulsive Disorders, their Causes, Symptoms and Treatment, (Londres: J & A Churchill, 1881).
- Diagnosis of the Diseases of the Brain and of the Spinal Cord, (Nova York: William Wood & Co, 1885).
- A Manual of Diseases of the Nervous System, VoI 1, (Londres: J & A Churchill, 1886).
- A Manual of Diseases of the Nervous System, Vol 2, (Londres: J & A Churchill, 1888).
- Syphilis and the Nervous System, (Londres: J & A Churchill, 1892).
- The Dynamics of Life, (Londres: J & A Churchill, 1894).
- Diagnosis of the Nature of Organic Brain Disease, (Londres: Isaac Pitman, 1897).
- Subjective Sensations of Sight and Sound, Abiotrophy and other lectures, (Londres: J & A Churchill, 1904).
- The Borderland of Epilepsy: Faints, Vagal Attacks, Vertigo, Migraine, Sleep Symptoms, and their treatment, (Londres: J & A Churchill, 1907).